# Anisotrypus furcatus
Anisotrypus furcatus är en insektsart som beskrevs av Henri Saussure 1878. Anisotrypus furcatus ingår i släktet Anisotrypus och familjen syrsor. Inga underarter finns listade i Catalogue of Life.